# Allá cuelga mi vestido o New York
“Allá cuelga mi vestido o Nueva York”  también conocido como “Mi vestido cuelga aquí” (en inglés "My dress hangs there") es un cuadro de la artista mexicana Frida Kahlo pintado en 1933 durante la estancia de Frida y Diego Rivera en Nueva York, Estados Unidos. Actualmente el cuadro es parte de la colección Hoover en San Francisco Estados Unidos.

## Contexto
Kahlo y Rivera radicaron durante un tiempo en Estados Unidos en las ciudades de Detroit, San Francisco y Nueva York debido a los trabajos de Diego como muralista. Ella apoyaba a Diego con la correspondencia, las cuentas, y en labores relacionadas con la pintura, sin embargo se dio tiempo para realizar su propia obra, aunque extrañaba México, reconocía: “de todas maneras me sirvió venir pues se me abrieron los ojos”. En libros y revistas que leía con avidez, así como en museos y colecciones privadas, pudo familiarizarse con las tendencias que entonces se abrían paso en Europa y Estados Unidos. Con desarrollada sensibilidad se acercó a las derivaciones del futurismo y el surrealismo. Entre los hábitos que cambiaron después del matrimonio hay que incluir su manera de vestir. Rivera admiraba el señorío de las tehuanas y puede suponerse que influyó en Frida para que adaptara prendas mestizas e indígenas. Difícil resultó desde entonces imaginar a Frida sin sus vestidos mexicanos.
Diego estaba inmerso en su trabajo, fue una época de soledad para Frida. Su estancia en Detroit fue marcada por un aborto y posteriormente por la muerte de su madre. Empezó a crear muchas más obras experimentando con técnicas diferentes; usando estaño, haciendo litografías, incluso trabajando con frescos, pero aún más notable que su técnica fue que su trabajo empezó a enfatizar el terror, el sufrimiento, las heridas y el dolor. Ella añoraba regresar a México sin embargo Diego disfrutaba la vida en Estados Unidos y al terminar su trabajo en Detroit en 1933 la pareja se mudó a Nueva York donde Diego fue invitado a pintar un gran mural en el Rockefeller center, cuando la obra estaba casi terminada Diego fue expulsado del proyecto a petición de Nelson Rockefeller debido a que se negaba a remover un retrato de Lenin que hizo en la composición. El muralista se convirtió en el centro de una polémica sobre los derechos de expresión que tenían los artistas sobre su obra; sin embargo finalmente el mural fue destruido.
Quizá impulsada por la frustración que vivía Rivera, Frida realiza esta obra como crítica a la sociedad capitalista estadounidense y a su supuesto nivel de desarrollo social, este cuadro es indicativo de la madurez plástica e ideológica que la artista había alcanzado.

## Descripción y Simbolismo
Esta obra muestra un paisaje de Manhattan donde uno de sus vestidos típicos de tehuana está colgado sobre la composición. No es un autorretrato en sentido estricto, aunque ella se hace presente a través de su vestido, al no estar dentro del cuadro Frida expresa que su vestido puede colgar en Manhattan pero ella está ausente. 
Con la imagen de la belleza artificial de Mae West se representan falsos ídolos, por la gasolina vista como la panacea del progreso y por un trofeo de oro que representa la libre competencia, voraz como la vía de ascenso económico. Por su ironía, la obra se acerca en intención a los collages surrealistas de Max Ernst sobre todo por la contraposición en el uso de las imágenes, de la alta y de la baja cultura. Así como en la técnica mixta de utilizar el óleo con los recortes de periódicos y revistas, auxliándose asimismo de la fotografía. La imagen está compuesta por tres planos principales; al fondo un enorme trasatlántico de lujo está por llegar a los muelles de Manhattan, ante una empequeñecida estatua de la libertad, que en su emplazamiento de la isla Ellis deja entrever los siniestros centros de detención, donde las autoridades federales controlan y discriminan a los inmigrantes. En un plano medio se ubican las instituciones todopoderosas de aquella nueva era; La iglesia, que se ha vendido por dinero, como lo muestra un vitral donde el signo de dólares se ha enroscado en un crucifijo, seguida de la banca moderna, representada por un gran Partenón y las gráficas de las casas de bolsa; y finalmente la gran industria deshumanizada que domina el paisaje. Entre ellas y las masas se levanta un muro de rascacielos que se suceden unos a otros. En el plano del frente está el pueblo, conformado por hileras interminables de desempleados, donde centros de miles marchan en mítines y manifestaciones de inconformidad. 
Nunca antes había denunciado Kahlo su postura política en forma tan clara. Su visión sobre el progreso basado en el capitalismo es apocalíptica, al tiempo que estéticamente es una obra de vanguardia.

## Datos
- Frida firmó esta pintura en la parte de atrás en tiza y añadió la inscripción: "Pinté esto en Nueva York mientras Diego estaba pintando el mural en el Rockefeller Center"
- Frida empezó este cuadro cuando aún estaba en Nueva York y lo acabó después de que Diego y ella regresaran a México.
- El cuadro fue regalado a su consejero médico de Frida en el que ella tanto confiaba, el Dr. Leo Eloesser de San Francisco. Cuando el Dr. Eloesser falleció en 1976, le dejó el cuadro en herencia a su compañera de muchos años, Joyce Campbell. En 1993, Campbell vendió el cuadro, justo antes de que estallase el boom Kahlo en el mercado de arte.

## Enlaces de externos
- http://www.wikipaintings.org/en/frida-kahlo/my-dress-hangs-there-1933 (enlace roto disponible en Internet Archive; véase el historial, la primera versión y la última).
- http://www.museofridakahlo.org.mx/ (enlace roto disponible en Internet Archive; véase el historial, la primera versión y la última).
- http://www.fridakahlofans.com/indexspanish.html (enlace roto disponible en Internet Archive; véase el historial, la primera versión y la última).
- Femsa México Moderno México contemporáneo// actualbiblioteca.mty.itesm.mx/arte/obra/2858 (enlace roto disponible en Internet Archive; véase el historial, la primera versión y la última).

## Enlaces de internos
- Frida Kahlo
- Diego Rivera
- Museo Frida Kahlo